# Brumath
Brumath, Aussprache [bry.ˈmat] (französisch) oder [ˈbruːmaːt] (deutsch), ist eine französische Gemeinde mit 10.238 Einwohnern (Stand 1. Januar 2021) im Département Bas-Rhin in der Europäischen Gebietskörperschaft Elsass und in der Region Grand Est. Am 1. Januar 2015 wechselte Brumath vom Arrondissement Strasbourg-Campagne zum Arrondissement Haguenau-Wissembourg.

## Geographie
Brumath liegt 17 km nördlich von Straßburg und 13 km südlich von Hagenau am Nordufer der Zorn, deren im elsässischen Tiefland von Hügeln begrenztes Tal sich hier zur Rheinniederung öffnet. Mit zum Stadtgebiet gehört das südlich der Zorn gelegene Straßendorf Stephansfeld.
Die von Paris nach Straßburg führenden Verkehrswege knicken bei Brumath nach Süden ab:
- Der Rhein-Marne-Kanal wird von einem asphaltierten Radwanderweg begleitet.
- Die Eisenbahn-Hauptstrecke gehört seit 2007 zur LGV Est européenne, deren Neubaustrecke bis 2016 in Baudrecourt endete. Zwischen Straßburg und Zabern verkehren auch Regionalzüge, die in Brumath halten. Die Bahnstrecke von Straßburg ins nördlich gelegene Hagenau verläuft weit östlich des Ortes.
- Die Autobahn Autoroute A4 führt nahe südwestlich vorbei.

Die traditionellen Hauptstraßen der Altstadt sind dagegen parallel zur Zorn ausgerichtet und zielen damit auf den 15 km östlich befindlichen Rheinübergang an der Staustufe Gambsheim.
Die Landstraße von Brumath nach Straßburg war bis 2006 Teil der Route nationale 63.

## Geschichte

### Urgeschichte

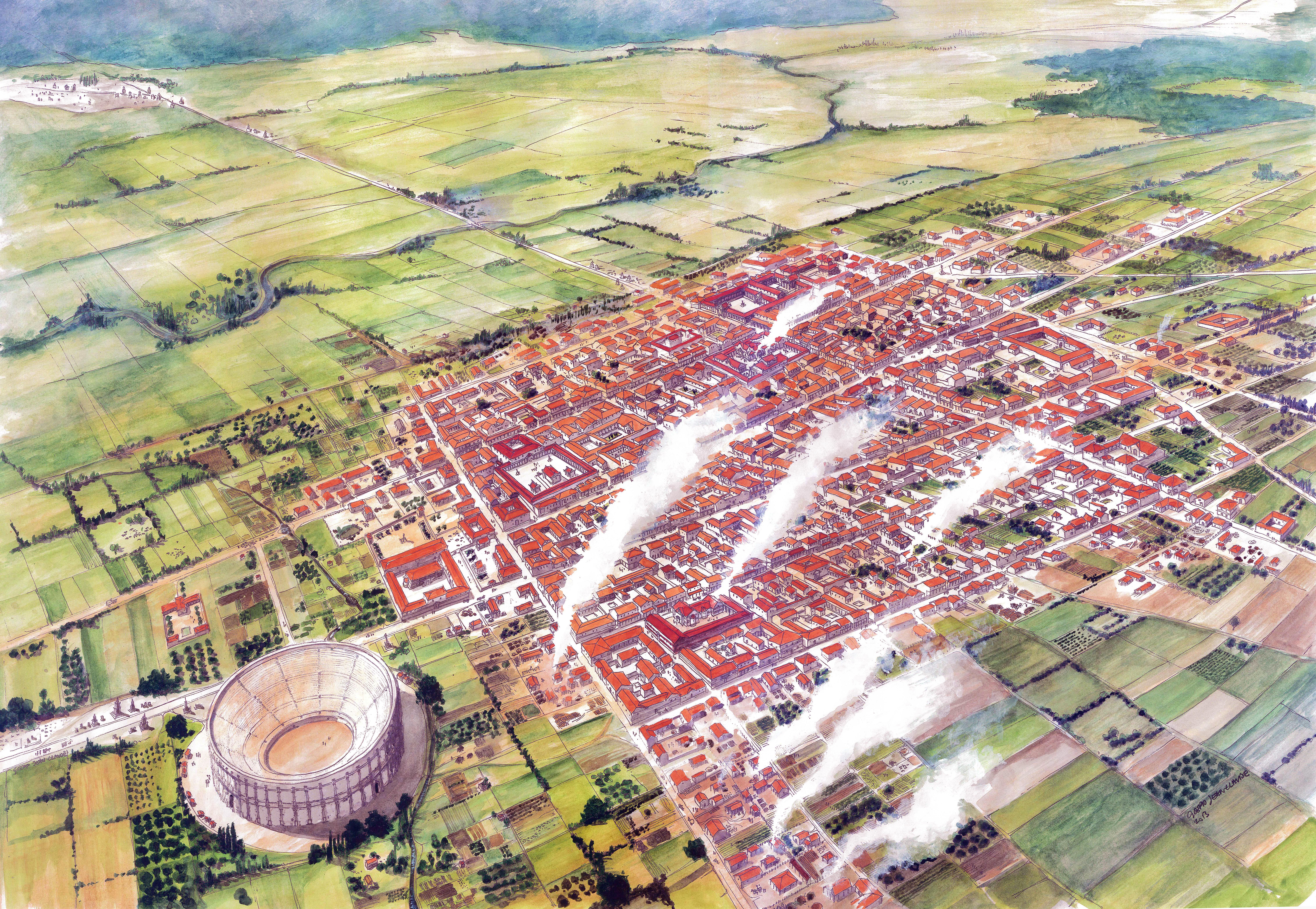
Brocomagus im 2. Jahrhundert.

Brumath ist einer der wenigen Orte im Elsass, in denen eine mehr als 6000 Jahre währende Siedlungsgeschichte nachgewiesen ist. Zahlreiche Fundstücke aus dem Neolithikum, der Bronzezeit und der gallo-römischen Epoche zeugen davon. Einst war der Ort Hauptstadt des gallischen Stammes der Triboker (Civitas Tribocorum) und wurde nach der Eroberung durch den römischen Feldherrn Cäsar im Jahr 58 v. Chr. als Ort eines Thermalbades bekannt. In der sich ausbildenden gallo-römischen Kultur war Brocomagus durch vier Jahrhunderte die größte zivile Siedlung der Region. Das später so bedeutende Straßburg, damals: Argentorate, war dagegen ein Legionslager, ein militärischer Stützpunkt.

### Frühmittelalter
Nach Besetzung durch die Alamannen im 5. Jahrhundert gelangte Brumath in der Folge unter die Herrschaft der Franken. Es blieb auch zu Zeiten der Merowinger und Karolinger ein bedeutendes Zentrum. Zahlreiche fränkische, sächsische und salische Herrscher kamen hierher. Als erster urkundete König Karlmann im Jahr 770 gleich zweimal hier in seiner Pfalz „Bruocmagad“. Es folgten unter anderen Karl der Große im Jahr 772, Otto II. 979 und Heinrich II. 1023.
Wie im Lorschen Codex dokumentiert, schenkte der ostfränkische König Arnulf von Kärnten am 27. November 889 seine an Gütern und Rechten reiche Domäne Bruochmagat in Elisatia, also ‚Brumath im Elsass‘, der Reichsabtei Lorsch. Brumath wurde Vorort der Landgrafschaft Nordgau.

### Hochmittelalter
Der Staufer Friedrich II. übertrug die Abtei Lorsch und ihre Besitzungen im Jahr 1232 an das Erzstift Mainz.
Der nahe Fluss Zorn barg zwar die Gefahr von immer wiederkehrenden Überschwemmungen, wurde jedoch gleichzeitig von den Einwohnern gewerblich genutzt: An den Ufern der Zorn entstanden Mühlen, Gerbereien und Hanfbrechen. Reichlich Zündstoff zu kriegerischen – für die Entwicklung der Stadt kontraproduktiven – Auseinandersetzungen bot die zwischen den beiden Adelsgeschlechtern Lichtenberg und Leiningen aufgeteilte Grundherrschaft über den Ort.

### Spätmittelalter
Von der Landgrafschaft gelangte Brumath zunächst zur Hälfte an die Herrschaft Lichtenberg. 1335 kam es zu einer Landesteilung zwischen der mittleren und der jüngeren Linie des Hauses Lichtenberg. Die Lichtenberger Hälfte von Brumath fiel dabei an die Nachkommen des früh verstorbenen Johann III. von Lichtenberg, die die mittlere Linie des Hauses begründeten. Die zweite Hälfte von Brumath kaufte 1332 Johann II. von Lichtenberg von der älteren Linie des Hauses. Die Herren von Lichtenberg verschafften dem Ort 1347 Stadtrecht, und zwar das von Hagenau. In der Herrschaft Lichtenberg gehörte es zum Amt Brumath.
Anna von Lichtenberg (1442–1474), eine der beiden Erbtöchter Ludwig V., heiratete 1458 den Grafen Philipp I. den Älteren von Hanau-Babenhausen (1417–1480), der eine kleine Sekundogenitur aus dem Bestand der Grafschaft Hanau erhalten hatte, um sie heiraten zu können. Durch die Heirat entstand die Grafschaft Hanau-Lichtenberg. Nach dem Tod des letzten Lichtenbergers, Graf Jakob, eines Onkels von Anna, erhielt Philipp I. d. Ä. 1480 die Hälfte der Herrschaft Lichtenberg, die andere Hälfte gelangte an seinen Schwager, Simon IV. Wecker von Zweibrücken-Bitsch. Das Amt Brumath wurde dabei zunächst ein Kondominium zwischen Hanau-Lichtenberg und Zweibrücken-Bitsch. Unter der Regierung von Graf Philipp III. von Hanau-Lichtenberg kam es dann zu einer Realteilung: Brumath kam ganz zu Zweibrücken-Bitsch. Dagegen gelangte das Amt Willstätt, das ebenfalls aus dem Lichtenberger Erbe stammte und ein Kondominat zwischen beiden Häusern war, ganz zur Grafschaft Hanau-Lichtenberg.

### Frühe Neuzeit
1570 kam es zu einem weiteren Erbfall, der auch das Amt Brumath zur Grafschaft Hanau-Lichtenberg brachte: Graf Jakob von Zweibrücken-Bitsch (1510–1570) und sein schon 1540 verstorbener Bruder Simon V. Wecker hinterließen nur jeweils eine Tochter als Erbin. Die Tochter des Grafen Jakob, Margarethe (1540–1569), war mit Philipp V. von Hanau-Lichtenberg (1541–1599) verheiratet. Zu dem sich aus dieser Konstellation ergebenden Erbe zählte auch die zweite, nicht bereits durch Hanau-Lichtenberg regierte, Hälfte der ehemaligen Herrschaft Lichtenberg und darin auch Amt und Stadt Brumath. Die lutherische Konfession wurde eingeführt. Im Dreißigjährigen Krieg vollständig zerstört, erholte sich Brumath in den darauffolgenden Jahrzehnten nur langsam. Durch die Reunionspolitik Frankreichs kamen die im Elsass gelegenen Teile der Grafschaft Hanau-Lichtenberg 1680 unter die Oberhoheit Frankreichs. Das galt auch für Brumath. 1717/1718 konnte der Graf von Hanau durch einen Patentbrief des französischen Königs Ludwig XV. die Hoheitsrechte an Stadt und Burg Brumath, die Jagdrechte des Stephansfelder Hospitals sowie die Hoheitsrechte an den Dörfern Krautweiler, Gries, Waltenheim und der Burg Arnsberg für 25.000 Livres von Kurmainz kaufen. Sie waren damit keine Lehen mehr, sondern Allod. 1736 starb mit Graf Johann Reinhard III. der letzte männliche Vertreter des Hauses Hanau. Aufgrund der Ehe seiner einzigen Tochter, Charlotte (1700–1726), mit dem Erbprinzen Ludwig (VIII.) (1691–1768) der Landgrafschaft Hessen-Darmstadt fiel die Grafschaft Hanau-Lichtenberg – und damit Brumath – nach dort. Im Zuge der Französischen Revolution fiel dann der linksrheinische Teil der Grafschaft Hanau-Lichtenberg – und damit auch wieder Brumath – an Frankreich.

### Neuzeit
Erst im Verlauf des 19. Jahrhunderts erfuhr Brumath durch den Bau des Rhein-Marne-Kanals und der Bahnstrecke Paris–Strasbourg einen markanten wirtschaftlichen Aufschwung und eine stetige Bevölkerungszunahme. Im Jahr 1874 wurde Rudolf Goethe Direktor der dort eingerichteten Kaiserlichen Obst- und Gartenbauschule.
In den 1920er Jahren wurde Brumath Standort des ersten Rundfunksenders im Elsass. Die Anlage, darunter ein 200 Meter hoher Sendemast, wurde am 15. Juni 1940 von den französischen Truppen beim Rückzug zerstört.
Die jüdischen Einwohner von Brumath wurden unter den Nationalsozialisten 1940 nach Südfrankreich deportiert und die Synagoge während des Zweiten Weltkrieges zweckentfremdet und kriegsbedingt schwer beschädigt.
Seit dem 26. September 1970 besteht mit der niederbayerischen Stadt Dingolfing eine Städtepartnerschaft.

### Demographie
| Jahr | Einwohner | Anmerkungen |
| ---- | --------- | --- |
| 1780 | –         | Dorf mit 215 Feuerstellen (Haushaltungen) |
| 1793 | 2300      | [ 11 ] |
| 1806 | 3339      | [ 11 ] |
| 1821 | 4203      | davon 2550 Evangelische, 1203 Katholiken und 250 Juden                                                                                       |
| 1846 | 4427      | [ 13 ] |
| 1872 | 5603      | am 1. Dezember, in 755 Häusern; nach anderen Angaben 5619 Einwohner                                                                          |
| 1880 | 5545      | am 1. Dezember, einschließlich Militär, auf einer Fläche von 3027 ha, in 754 Häusern, davon 3020 Evangelische, 2044 Katholiken und 479 Juden |
| 1890 | 5548      | [ 13 ] |
| 1900 | 5530      | meist evangelische Einwohner |
| 1905 | 5655      | [ 13 ] |
| 1910 | 5542      | am 1. Dezember |

| Jahr      | 1962  | 1968  | 1975  | 1982  | 1990  | 1999  | 2010   | 2017  |
| --------- | ----- | ----- | ----- | ----- | ----- | ----- | ------ | ----- |
| Einwohner | 6.801 | 7.357 | 6.888 | 7.702 | 8.182 | 8.930 | 12.937 | 9.986 |

## Kultur und Sehenswürdigkeiten
- Das Schloss Brumath wurde 1722–1726 durch den Baumeister Christian Ludwig Hermann errichtet und nach 1795 erheblich umgebaut. Seit 1804 beherbergt es die evangelische Kirche von Brumath.
- Die im Jahr 1810 von Michael Stiehr gebaute Orgel der lutherischen Kirche wurde 1973 als Monument historique klassifiziert.
- Das Musée archéologique de Brumath befindet sich im Keller des Schlosses.
- Synagoge: In Brumath gab es in der Vergangenheit eine bedeutsame jüdische Gemeinde; es wurde im 19. Jahrhundert Sitz des Rabbinats. Die erste Synagoge wurde 1801 errichtet, die aktuelle im Jahr 1844/45. Während der deutschen Besatzung beschädigt und profaniert, wurde sie in den Nachkriegsjahren in ein Lebensmitteldepot umgewandelt. Seit dem Jahr 1957 wird sie wieder als Synagoge verwendet.

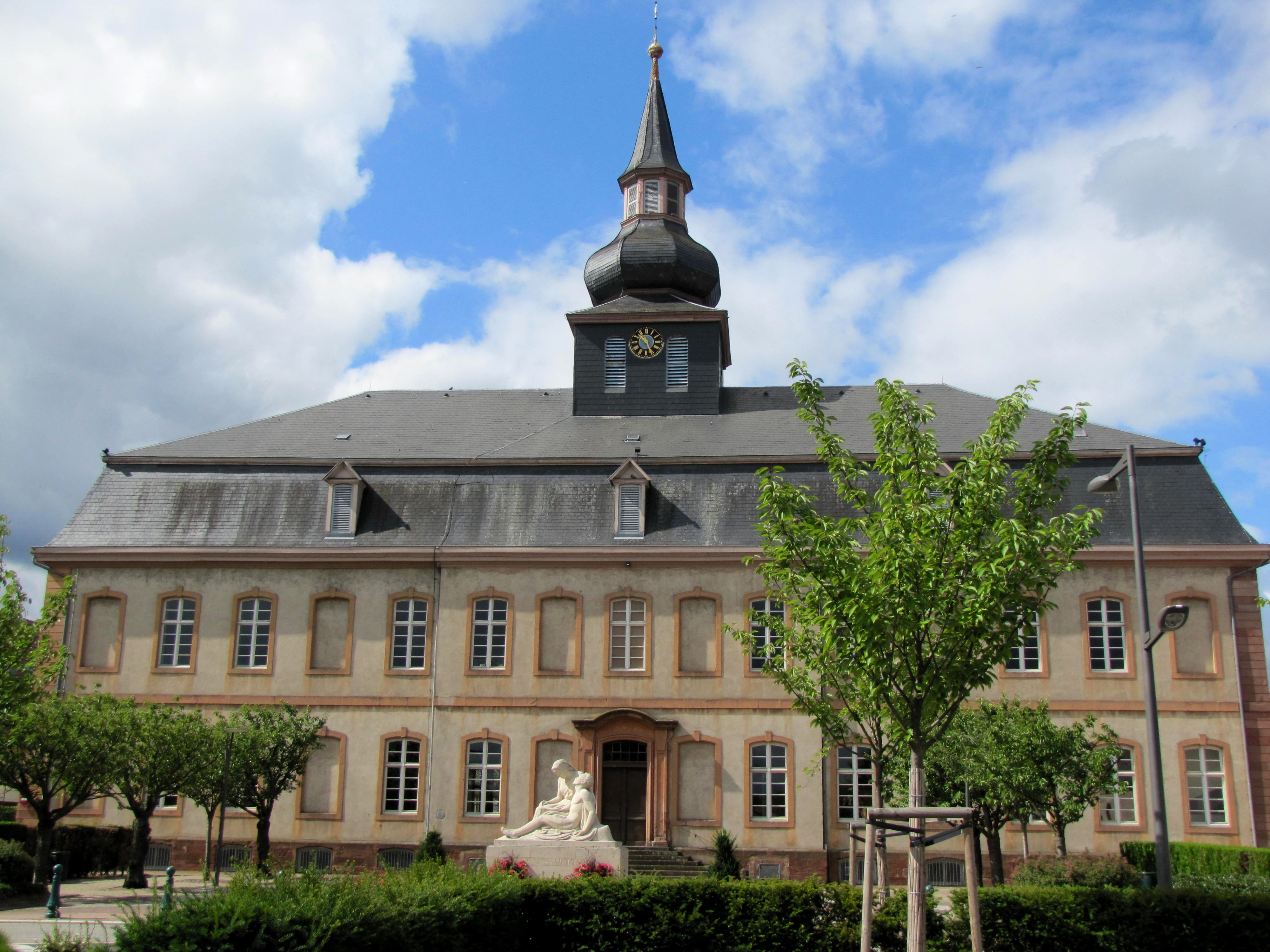
Lutherische Kirche, vormals Schloss Brumath
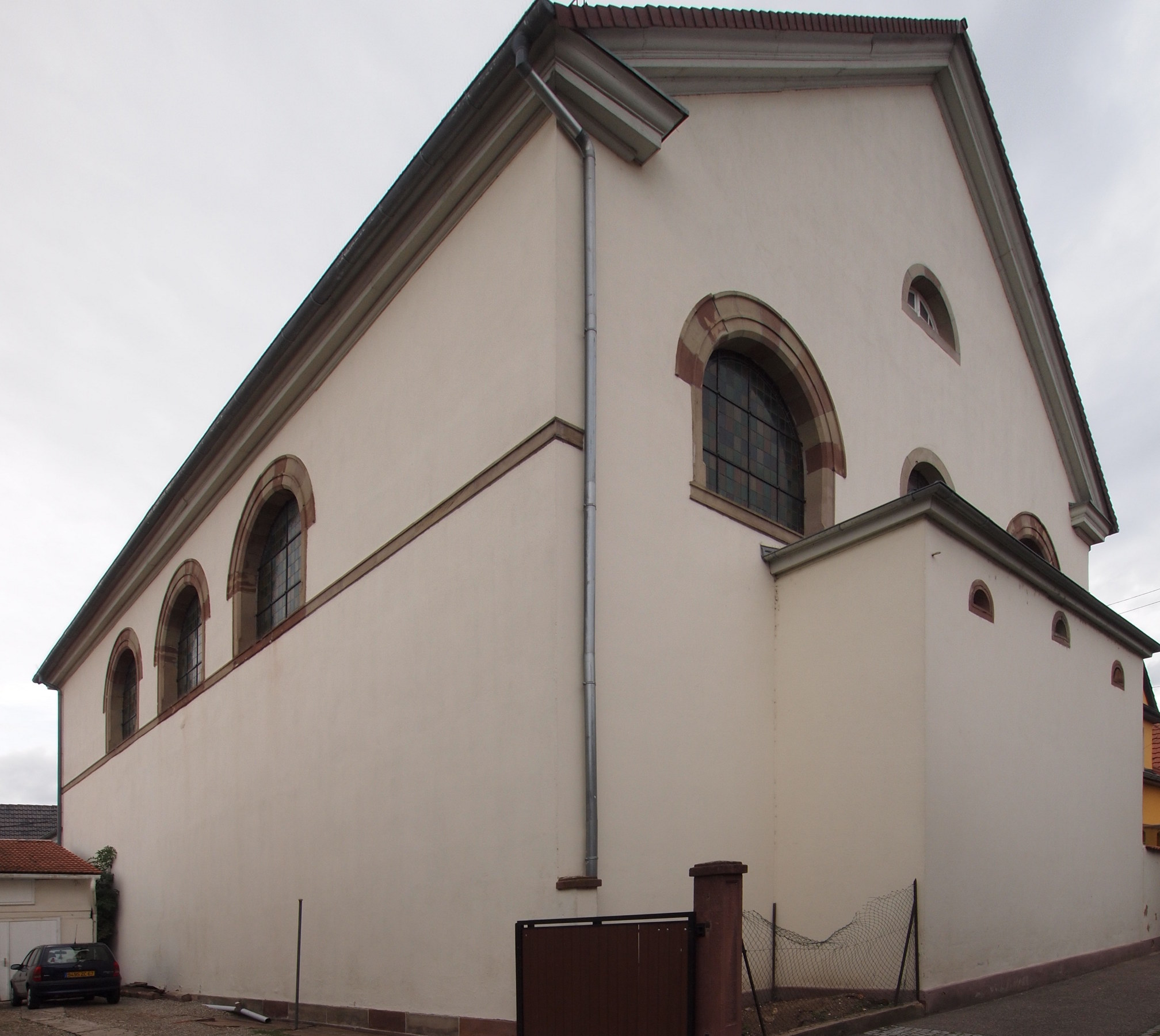
Synagoge Brumath
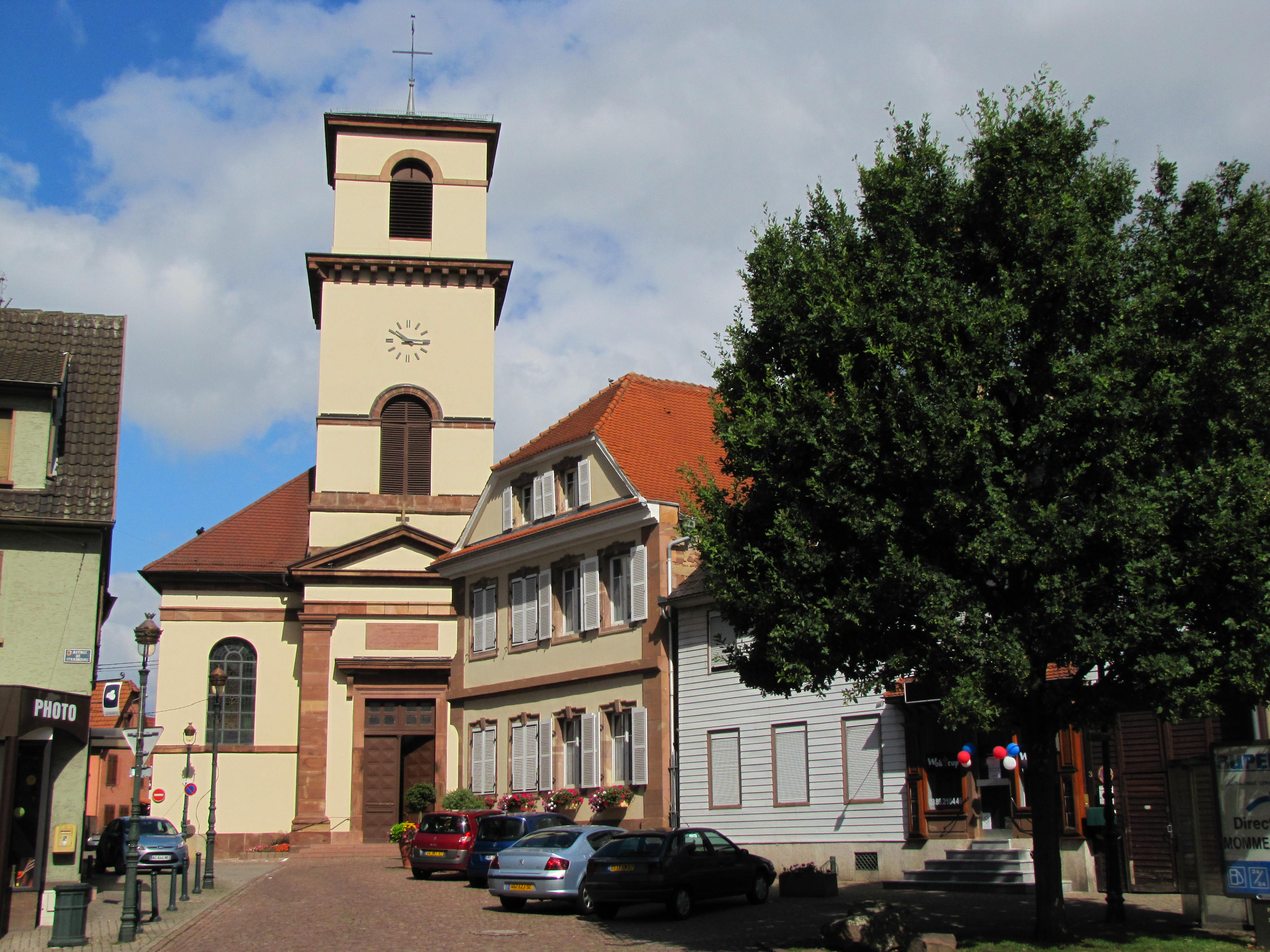
Kirche St. Nazarius und Celsus

## Persönlichkeiten
- Jacques Kablé (1830–1887), Versicherungsdirektor und Reichstagsabgeordneter
- Geoffroy Velten (1831–1915), Brauer und Senator
- Gustave Stoskopf (1868–1944), Künstler
- Henri Strohl (1874–1959), protestantischer Geistlicher und Kirchenhistoriker
- Franz Xaver Martz (1879–?), Priester, Redakteur und Landtagsabgeordneter
- Charles Mast (1889–1977), General, dessen Großmutter aus Brumath stammt
- Louis Théodore Kleinmann (1907–1979), französischer Stadtkommandant von Mainz 1945/46, Mitgründer der Johannes Gutenberg-Universität Mainz
- Charles-Gustave Stoskopf (1907–2004), Architekt und Gewinner des Prix de Rome
- Marcel Weinum (1924–1942), Widerstandskämpfer gegen den Nationalsozialismus
- Baptiste Mischler (* 1997), Mittelstreckenläufer
- Anne Kuhm (* 1996), Geräteturnerin, die für Frankreich an den Olympischen Spielen in London teilgenommen hat